# Juliane Hammer
Juliane Henriette Hammer (3. februar 1861 i København – 14. juni 1895 sammesteds) var en dansk maler.
Hun var datter af fabrikant Viggo Otto Peter Hammer (1828-1919), som var broder til malerne H.J. og William Hammer, og Marie Kirstine født Hansen (1832-1895). Juliane Hammer havde uddannet sig til en lovende landskabsmalerinde, hvis første skridt opmuntredes ved støtte dels fra Den Raben-Levetzauske Fond (1888), dels fra Kunstakademiet (1889 og 1895). Hammer synes ikke at have søgt nogen skole, men uddannede sig på egen hånd. Hun udstillede fra 1888 til sin død på Charlottenborg Forårsudstilling, deltog 1889 i konkursen for den Neuhausenske Præmie, dog uden at vinde den og havde endnu 1895 et landskab på udstillingen; men efter halvottende måneds håbløse sygdom døde hun den 14. juni samme år og nåede dermed ikke at opleve Kvindernes Udstilling sommeren samme år. Hendes værker var dog med på udstillingen. I sin kunst vendte Hammer især tilbage til hedelandskabet.
Juliane Hammer var derudover også repræsenteret på Nordisk Kunstudstilling i København 1888; Raadhusudstillingen i København 1901 og Kvindelige Kunstneres retrospektive Udstilling i samme by 1920. 
Hun døde ugift og er begravet på Vestre Kirkegård.

## Værker
- Hedelandskab (1885, Fyns Kunstmuseum)
- Ude på heden, vest for Herning (udstillet 1888)
- Eng og mose (udstillet 1889)
- Fra Finland, tidlig på våren (udstillet 1893)
- Sjællandsk landskab med modnende korn (udstillet 1895)